# دیوید کاناس
دیوید کاناس (انگلیسی: David Cañas؛ زادهٔ ۲۶ اوت ۱۹۷۸) بازیکن فوتبال اهل اسپانیا است.
از باشگاه‌هایی که در آن بازی کرده‌است می‌توان به باشگاه فوتبال ژیرونا، باشگاه فوتبال آلباسته بالومپیه، باشگاه فوتبال ختافه، و باشگاه فوتبال سویا اشاره کرد.
وی همچنین در تیم ملی فوتبال زیر ۱۶ سال اسپانیا بازی کرده‌است.